# Georg Ernst Wedel Jarlsberg (baron)
 Der er flere personer med dette navn, se Georg Ernst Wedel Jarlsberg.
Georg Ernst baron Wedel Jarlsberg (7. september 1699 i Oldenburg in Holstein – 23. oktober 1757 i København) var en dansk-tysk godsejer og diplomat, bror til Frederik Anton Wedel Jarlsberg og Christian Gustav Wedel Jarlsberg.
Han var søn af grev Georg Ernst Wedel Jarlsberg og Wilhelmine Juliane komtesse von Aldenburg. Han skrev sig til Nörenberg og Reetz i Pommern (1740), og Neuenfeld og Quendelgroden i Oldenburg (1746). Han var også gesandt. Han var ugift.